# 金泰泳 (格闘家)
金 泰泳（きん たいえい、男性、1970年7月8日 - ）は、日本の空手家（正道会館四段）、キックボクサー、総合格闘家。兵庫県尼崎市出身。朝鮮系日本人で、民族名はキム・テヨン（김 태영、Kim Tae Young）。神戸朝鮮高校を経て朝鮮大学校卒業。
K-1創成期の中心選手の1人で、フルコンタクト空手で数々のタイトルを獲得した。中量級ながら重量級の選手相手に勝利を積み重ねた。弟子にKEITAがいる。
正道会館で後進を指導する傍ら、チェ・ホンマン、秋山成勲らの打撃コーチやセコンドも務めた。

## 来歴

### 幼少期
兵庫県で4人家族の長男として生まれる（弟がいる）。両親が共働きで日曜日も働いていたため、あまり親との接点はなかった。親が夜中まで家に居なかったため、幼稚園のときに親から強制的に空手の道場に入門させられる。空手は小学6年生のときに辞め、小学校4年からサッカーに興じ、中3の時には全国大会で優勝した。神戸朝鮮高校時代に海外のボクサーに憧れ、ボクシングを始めようとするも、親から猛反対され高校の空手部に入門。その後、朝鮮大学校に入学後も空手部に入門。佐藤塾の大会に出た事で、石井和義にスカウトされた。なおその大会では角田信朗に敗北。またこの敗北がきっかけで卒業後に正道会館入門を決めた。

### プロデビュー
1993年1月31日、東京武道館で開催された「第2回トーワ杯カラテ・ジャパン・オープン」に出場。準決勝で村上竜司に2-0の判定勝ちを収めるも、決勝で佐竹雅昭に0-3の判定負けを喫し準優勝となった。
同年6月25日、「聖戦〜SANCTUARY III〜 風林火山 "風の章"」のUKF世界ライトヘビー級王者決定戦に出場。チャンプア・ゲッソンリット（タイ）に判定負けし、王座獲得に失敗。
7月25日には、オーストラリア・シドニーで開催された「BATTLE OF CHAMPIONS」でリック・クルーに判定勝ちを収めた。
1994年1月30日、東京武道館で開催された「第3回トーワ杯カラテ・ジャパン・オープン」に出場。決勝戦で後川聡之と対戦し、0-3の判定負けを喫し2年連続の準優勝となった。

### 最初の世界王座獲得
1994年3月4日、「K-1 CHALLENGE」のUKF世界ライトヘビー級タイトルマッチでチャンプア・ゲッソンリット（王者/タイ）と対戦。判定勝ちし、王座獲得に成功。
1995年7月16日、名古屋レインボーホールで開催された「K-3 GRAND PRIX '95」に出場。決勝戦でイワン・ヒポリットに判定負けし準優勝となった。
1995年10月8日、大阪で行われた「カラテワールドカップ '95」に出場。決勝で後川聡之を下し優勝した。

### 2つ目の世界王座獲得
1996年3月30日、タイ・パッタヤーで開催された「国王就任50周年記念興行」のWMTC世界ジュニアミドル級王者決定戦に出場。ワンロップ・ソー・サーッタパンに判定負けし王座獲得に失敗する。同年9月1日に行われた「K-1 REVENGE '96」でワンロップと再戦。判定勝ちし、WMTC世界ジュニアミドル級王者となった。
1997年1月5日、タイ・チャチューンサウでゴーンパッタピー・ソー・スマーリーと対戦。判定負け。
1998年3月14日、マーシャルアーツ日本キックボクシング連盟が主催した「最強へのバトル」に出場し、港太郎と対戦。2度のダウンを奪って判定勝ち。

### 引退
2000年7月30日、スタン・ザ・マンを判定で破り引退。
2002年8月28日に行われたDynamite!の前にヴァンダレイ・シウバの対戦相手が公募された際に名乗りをあげるも、引退してから年数が経っていた事と、総合格闘技の経験がなかった事を理由に選ばれなかった。

### 現役復帰
2006年8月5日、HERO'Sにおいて総合格闘技ルールで現役復帰。自らが打撃を指導した秋山成勲と対戦するも、腕ひしぎ十字固めでレフェリーストップ負け。タップをしていない金が抗議、無効試合と変更。ただし、トーナメントであるため、準決勝進出者を決定するために試合終了時までの判定が行われ、判定負けとなった。なお、金は試合前にワセリンの塗布でイエローカード減点1を出されていた。この試合後、「完全に極まってなくて、15秒くらいすれば抜けられた。最初の一瞬入ったけどズラしたんで。秋山が伸びたって言ったらレフェリーは試合を止めた。伸びてないのに。よし、これからという時に止められたから意味わからん。自分が手を回して出来る事をアピールしたら、レフェリーはびっくりしていましたよ。なんで選手が伸びたって言ったらレフェリーは止めんのか、それに憤慨している。はっきりケリをつけるにはもう1回したい」と語った。
2006年12月31日、K-1 PREMIUM 2006 Dynamite!!に出場し石澤常光と2度目の総合ルールで対戦。左右のローキックに続く、目線のフェイントを交えた左ハイキックで1RKO勝ちを収めた。
2007年7月16日、HERO'S 2007 ミドル級世界王者決定トーナメント開幕戦のスーパーファイトで田村潔司と対戦。本戦2R、延長1Rを戦い、3-0の判定勝ち。
2007年8月5日、K-1 WORLD GP 2007 IN HONG KONGで開催されたASIA GPへ出場。1回戦では戦闘竜にKO勝ち、準決勝では藤本祐介にKO勝ち。だが、右眼窟底骨折の疑いでドクターストップ。決勝は辞退した。
2007年10月28日、韓国で開催されたHERO'S KOREA 2007でゼルグ・"弁慶"・ガレシックと対戦。試合序盤のガレシックの左ハイキックで右目まぶたをカットし流血。ドクターストップによりTKO負け。なお試合前の選手コールの際、「きんたいえい」ではなく韓国語の発音である「キムテヨン」とコールされた。
2008年4月29日、DREAM.2のミドル級グランプリ1回戦でミノワマンと対戦し、判定勝ち。6月15日、DREAM.4の2回戦でゼルグ・"弁慶"・ガレシックと対戦し、右肘脱臼によるTKO負け。
2009年8月2日、K-1 WORLD GP 2009 IN SEOUL -ASIA GP-に出場し決勝まで勝ち進むも、決勝でシング・心・ジャディブに判定負けし準優勝となった。
2009年9月26日、K-1 WORLD GP 2009 IN SEOUL FINAL16のワンマッチでカタリン・モロサヌと対戦。モロサヌが1R終了10秒前の合図を終了の合図と勘違いし、気を抜いたところに右フックを放ったところ、終了後に攻撃されたものと勘違いしたモロサヌの反撃のパンチがラウンド終了後に当たりダウンしてしまったため、モロサヌの「故意の悪質な反則」により反則勝ちとなった。
2009年11月22日、RISE初参戦となったRISE 60でマグナム酒井と対戦し、判定勝ち。
2011年10月13日、神戸の格闘技イベント「ACCEL」と30万ドルで3年契約した。

### Number.8 Workout Studioへの移籍
2012年7月31日、正道会館を退会した。
2012年12月、大阪・中津にオープンしたNumber.8 Workout Studioにてチーフトレーナーを務め、格闘技クラスのインストラクターも務める。
2017年9月、同ジムは家賃未払いが原因で強制退去となり、10月以降連絡がつかない状態となる。

## 戦績

### 総合格闘技
| 総合格闘技 戦績 | 総合格闘技 戦績 | 総合格闘技 戦績 | 総合格闘技 戦績 | 総合格闘技 戦績 | 総合格闘技 戦績 | 総合格闘技 戦績 |
| --------------- | --------------- | --------------- | --------------- | --------------- | --------------- | --------------- |
| 7 試合          | (T)KO           | 一本            | 判定            | その他          | 引き分け        | 無効試合        |
| 4 勝            | 2               | 0               | 2               | 0               | 0               | 0               |
| 3 敗            | 2               | 0               | 1               | 0               | 0               | 0               |

| 勝敗 | 対戦相手                   | 試合結果                        | 大会名 | 開催年月日     |
| ○    | 戦闘竜                     | 1R 4:01 TKO (タオル投入)        | HEAT16 | 2010年11月6日  |
| ×    | ゼルグ・"弁慶"・ガレシック | 1R 1:05 TKO（右肘の脱臼）       | DREAM.4 ミドル級グランプリ2008 2nd ROUND 【ミドル級グランプリ 2回戦】                                         | 2008年6月15日  |
| ○    | ミノワマン                 | 2R（10分/5分）終了 判定3-0      | DREAM.2 ミドル級グランプリ2008 開幕戦 【ミドル級グランプリ 1回戦】                                            | 2008年4月29日  |
| ×    | ゼルグ・"弁慶"・ガレシック | 1R 0:36 TKO（ドクターストップ） | HERO'S KOREA 2007                                                                                             | 2007年10月28日 |
| ○    | 田村潔司                   | 延長R終了 判定3-0               | HERO'S 2007 ミドル級世界王者決定トーナメント開幕戦                                                            | 2007年7月16日  |
| ○    | 石澤常光                   | 1R 2:48 KO（左ハイキック）      | K-1 PREMIUM 2006 Dynamite!!                                                                                   | 2006年12月31日 |
| ×    | 秋山成勲                   | 1R 2:01 判定0-3                 | HERO'S 2006 ミドル&ライトヘビー級世界最強王者決定トーナメント準々決勝 【ライトヘビー級トーナメント 準々決勝】 | 2006年8月5日   |

### キックボクシング
| キックボクシング 戦績 | キックボクシング 戦績 | キックボクシング 戦績 | キックボクシング 戦績 | キックボクシング 戦績 | キックボクシング 戦績 | キックボクシング 戦績 |
| --------------------- | --------------------- | --------------------- | --------------------- | --------------------- | --------------------- | --------------------- |
| 34 試合               | (T)KO                 | 判定                  | その他                | 引き分け              | 無効試合              |                       |
| 26 勝                 | 6                     |                       | 1                     | 1                     | 0                     |                       |
| 7 敗                  |                       |                       |                       | 1                     | 0                     |                       |

| 勝敗 | 対戦相手                           | 試合結果                                        | 大会名                                                                       | 開催年月日     |
| ○    | 後藤龍治                           | 3R終了時 TKO（タオル投入）                      | ACCEL18 聖夜祭り                                                             | 2011年12月25日 |
| ○    | マグナム酒井                       | 3R+延長R終了 判定3-0                            | RISE 60                                                                      | 2009年11月22日 |
| ○    | カタリン・モロサヌ                 | 2R 0:00 失格（1R終了後のパンチ）                | K-1 WORLD GP 2009 IN SEOUL FINAL16                                           | 2009年9月26日  |
| ×    | シング・心・ジャディブ             | 3R終了 判定0-3                                  | K-1 WORLD GP 2009 IN SEOUL -ASIA GP- 【ASIA GP 決勝】                        | 2009年8月2日   |
| ○    | 佐藤匠                             | 3R+延長1R終了 判定2-1                           | K-1 WORLD GP 2009 IN SEOUL -ASIA GP- 【ASIA GP 準決勝】                      | 2009年8月2日   |
| ○    | 孫武                               | 3R 0:00 TKO（タオル投入）                       | K-1 WORLD GP 2009 IN SEOUL -ASIA GP- 【ASIA GP 1回戦】                       | 2009年8月2日   |
| ○    | 藤本祐介                           | 2R 1:59 KO（2ノックダウン：膝蹴り）             | K-1 WORLD GP 2007 IN HONG KONG 【ASIA GP 準決勝】                            | 2007年8月5日   |
| ○    | 戦闘竜                             | 1R 1:43 KO（右ハイキック）                      | K-1 WORLD GP 2007 IN HONG KONG 【ASIA GP 1回戦】                             | 2007年8月5日   |
| ○    | スタン・ザ・マン                   | 3R終了 判定2-0                                  | K-1 WORLD GP 2000 in NAGOYA                                                  | 2000年7月30日  |
| ○    | 港太郎                             | 判定                                            | マーシャルアーツ日本キックボクシング連盟「最強へのバトル」                   | 1998年3月14日  |
| ○    | 港太郎                             | 5R終了 判定3-0                                  | K-1 GRAND PRIX '97 【特別試合】                                              | 1997年11月9日  |
| ○    | オーランド・ウィット               | 5R終了 判定2-1                                  | K-1 FIGHT NIGHT '97 〜THE DECISION〜                                         | 1997年6月7日   |
| ×    | ゴーンパッタピー・ソー・スマーリー | 判定                                            | タイ                                                                         | 1997年1月5日   |
| ○    | ワンロップ・ソー・サーッタパン     | 5R終了 判定3-0                                  | K-1 REVENGE '96 【WMTC世界ジュニアミドル級タイトルマッチ】                   | 1996年9月1日   |
| ○    | アゼム・マクスタイ                 | 5R終了 判定3-0                                  | K-1 FIGHT NIGHT II                                                           | 1996年6月2日   |
| ×    | ワンロップ・ソー・サーッタパン     | 判定                                            | プーミポン国王就任50周年記念興行 【WMTC世界ジュニアミドル級タイトルマッチ】  | 1996年3月30日  |
| ○    | ピーター・タイザー                 | 2R 3:00 TKO（レフェリーストップ：右ストレート） | K-1 HERCULES                                                                 | 1995年12月9日  |
| ○    | デール・ウェスターマン             | 5R終了 判定3-0                                  | K-1 REVENGE II                                                               | 1995年9月3日   |
| ×    | イワン・ヒポリット                 | 再延長R終了 判定1-2                             | K-1 LEGEND 翔 【K-3 GRAND PRIX 決勝】                                        | 1995年7月16日  |
| ○    | オーランド・ウィット               | 再延長R終了 判定2-1                             | K-1 LEGEND 翔 【K-3 GRAND PRIX 準決勝】                                      | 1995年7月16日  |
| ○    | グルカン・オズカン                 | 3R終了 判定2-0                                  | K-1 LEGEND 翔 【K-3 GRAND PRIX 1回戦】                                       | 1995年7月16日  |
| ○    | アンドレ・メウス                   | 5R終了 判定                                     | K-1 FIGHT NIGHT                                                              | 1995年6月10日  |
| △    | ベイラム・コラック                 | 5R終了 判定1-0                                  | K-LEAGUE オープニングファイト "見参" KENZAN                                  | 1995年3月25日  |
| ○    | ユジュネ・バレリオ                 | 5R終了 判定3-0                                  | K-1 LEGEND 乱                                                                | 1994年12月10日 |
| ○    | オーランド・ウィット               | 4R 0:08 KO（右ハイキック）                      | K-1 REVENGE                                                                  | 1994年9月18日  |
| ○    | チャンプア・ゲッソンリット         | 5R終了 判定3-0                                  | K-1 CHALLENGE 【UKF世界ライトヘビー級タイトルマッチ】                        | 1994年3月4日   |
| ×    | ポール・ブリッグス                 | 1R 2:55 TKO（右跳び膝蹴り）                     | REVENGE（メルボルン）                                                        | 1993年12月5日  |
| ○    | トミー・ラインハート               | 1R 2:04 KO（右ローキック）                      | ANDY'S GLOVE                                                                 | 1993年11月15日 |
| ○    | ポータイ・チョーワイクン           | 5R終了 判定3-0                                  | K-1 ILLUSION 風林火山 "林の章"                                               | 1993年9月4日   |
| ○    | リック・クルー                     | 判定                                            | BATTLE OF THE CHAMPIONS                                                      | 1993年7月25日  |
| ×    | チャンプア・ゲッソンリット         | 5R終了 判定0-3                                  | 聖戦 〜SANCTUARY III〜 風林火山 "風の章" 【UKF世界ライトヘビー級王座決定戦】 | 1993年6月25日  |

### 空手
| 勝敗 | 対戦相手               | 試合結果                     | 大会名                                                   | 開催年月日    |
| ○    | 後川聡之               | 本戦終了 判定4-0             | カラテワールドカップ '95 【決勝】                        | 1995年10月8日 |
| ○    | ムサシ                 | 再延長R終了 判定5-0          | カラテワールドカップ '95 【準決勝】                      | 1995年10月8日 |
| ○    | フェリックス・ナトマザ | 本戦終了 判定5-0             | カラテワールドカップ '95 【準々決勝】                    | 1995年10月8日 |
| ○    | 外岡真徳               | 延長R終了 判定5-0            | カラテワールドカップ '95 【3回戦】                       | 1995年10月8日 |
| ×    | 佐竹雅昭               | 延長R 0:43 左上段膝蹴り      | カラテワールドカップ '93 風林火山 "火の章" 【準決勝】    | 1993年10月3日 |
| ○    | マイケル・トンプソン   | 再延長R終了 体重判定         | カラテワールドカップ '93 風林火山 "火の章" 【準々決勝】  | 1993年10月3日 |
| ○    | 玉城厚志               | 本戦終了 判定5-0             | カラテワールドカップ '93 風林火山 "火の章" 【1回戦】     | 1993年10月3日 |
| ○    | マイケル・トンプソン   | 再延長R終了 判定2-0          | K-1 GRAND PRIX '93 【スピリットカラテルール】            | 1993年4月30日 |
| ○    | 和田晴朗               | 1R 0:59 KO（右後ろ回し蹴り） | 聖戦 〜SANCTUARY I〜 【フルコンタクトカラテルール】      | 1993年3月30日 |
| ○    | 稲垣克臣               | 1R KO                        | 第2回トーワ杯争奪 KARATE JAPAN OPEN TOURNAMENT 【3回戦】 | 1993年1月31日 |

### ミックス（空手&キック）ルール
| 勝敗 | 対戦相手           | 試合結果 | 大会名               | 開催年月日    |
| ○    | マンソン・ギブソン | 反則     | 格闘技オリンピックII | 1992年7月30日 |

## 獲得タイトル
- カラテワールドカップ 準優勝（1992年）
- カラテワールドカップ 第3位（1993年）
- カラテジャパンオープン 準優勝（1993年）
- カラテジャパンオープン 準優勝（1994年）
- カラテワールドカップ 優勝（1995年）
- K-3 GRANDPRIX '95 準優勝（1995年）
- UKF世界ライトヘビー級王座（1994年）
- WMTC世界ジュニアミドル級王座（1996年）